# Qeqertat
Qeqertat (Kʼeĸertat avant 1973) est un village groenlandais situé dans la municipalité d'Avannaata. La population était de 33 habitants en 2010.

## Géographie
Le village est situé à l'extrémité nord-ouest du Groenland, sur l'île Harward, au fond du fjord Inglefield, à environ 63 km à l'est de Qaanaaq.